# Celestino Bes
Michele Celestino Bes (Chivasso, 25 aprile 1872 – Torino, 17 aprile 1953) è stato un generale italiano, già distintosi come ufficiale delle truppe alpine nel corso della prima guerra mondiale dove fu comandante dei battaglioni alpini "Monte Ceva" e "Val Tanaro" e del 260º Reggimento fanteria. Dopo la fine della Grande Guerra fu comandante del 6º e del 2º Reggimento alpini, della 18ª Brigata fanteria, e delle Divisioni Militari Territoriali di Ancona e Piacenza. Nominato Ispettore delle Truppe Alpine il 1 agosto 1933, mantenne tale incarico fino al 26 aprile 1936, e a lui si deve la costituzione della Scuola centrale militare di alpinismo di Aosta. Decorato con le croci di cavaliere e di Ufficiale dell'Ordine militare di Savoia, con una medaglia d'argento e una croce di guerra al valor militare e due croci al merito di guerra.

## Biografia
Nacque a Chivasso, provincia di Torino, il 25 aprile 1872, figlio di Desiderato e di Margherita Tonengo. Arruolatosi nel Regio Esercito, il 15 ottobre 1889 iniziò a frequentare come allievo ufficiale la Regia Accademia Militare di Fanteria e Cavalleria di Modena, da cui uscì con il grado di sottotenente, assegnato all'arma di fanteria l'11 settembre 1892, assegnato in servizio al 50º Reggimento fanteria.  Il 23 maggio 1895 fu trasferito al Corpo degli alpini, assegnato a prestare servizio nel 2º Reggimento alpini, dove conseguì la promozione a tenente il 18 ottobre 1896 e a capitano il 17 dicembre 1908.
All'atto dell'entrata in guerra del Regno d'Italia, avvenuta il 24 maggio 1915, prestava servizio con il grado di 1º capitano, come comandante del Battaglione alpini "Ceva". Nel mese di agosto assunse il comando del battaglione speciale "Bes" reparto costituito per le operazioni nel delicato settore Kucla-Rombon (Conca di Plezzo), compresa la conquista del Monte Rombon, e disciolto nel mese di dicembre.
Per essersi particolarmente distinto in questa zona del fronte fu promosso maggiore il 2 ottobre, e poi decorato della Croce di Cavaliere dell'Ordine militare di Savoia, il 15 gennaio 1916 assunse il comando del battaglione alpini "Val Tanaro" del 1º Reggimento alpini, impiegato sul Monte Rombon e sul fronte del Monte Nero e del Monte Rosso. Mantenne il comando del battaglione sino al 27 maggio 1917, venendo decorato con una Croce di guerra al valor militare e la promozione a tenente colonnello per meriti eccezionali il 23 novembre 1916.
Dal 29 maggio del 1917 divenne comandante del 260º Reggimento fanteria della Brigata Murge, e il 24 luglio successivo fu promosso colonnello. Alla testa del reggimento combatte sul Carso sino al 17 novembre, quando fu trasferito al comando del 10º Gruppo Alpini, formato dai Battaglioni del 6º Reggimento alpini "Vicenza", "Val D’Adige" e "Monte Berico", impegnato sul fronte del Monte Kozliak e del Monte Pleca, venendo decorato con una Medaglia d'argento al valor militare, e con la Croce di Ufficiale dell'Ordine militare di Savoia. Dopo la fine della guerra assunse il comando del 6º Reggimento alpini di stanza a Bressanone, e il 27 dicembre 1920 fu nominato comandante del 2º Gruppo Alpini Provvisorio, una unità speciale destinata a presidiare lo stato libero di Fiume, mantenendo tale incarico fino al 21 gennaio 1921. Ritornato in Patria, il 23 gennaio fu nominato comandante del 2º Reggimento alpini di stanza a Cuneo, incarico che ricoprì fino al 15 novembre 1925, quando assunse quello di comandante del Distretto militare di Siena. Promosso generale di brigata in data 1º marzo 1928, lasciò il corpo degli alpini per assumere, il 23 febbraio dello stesso anno, l'incarico di Ispettore di Mobilitazione presso la Divisione Militare Territoriale di Ancona. Il 5 gennaio 1931 fu nominato comandante della 18ª Brigata di fanteria con sede ad Ancona, e promosso generale di divisione il 26 marzo 1932, il 31 dello stesso mese fu nominato comandante della 8ª Divisione Militare Territoriale di Piacenza, incarico che mantenne fino al 1º agosto 1933, quando fu nominato Ispettore delle Truppe Alpine. Promosso generale di corpo d'armata il 2 gennaio 1936 continuò a ricoprire la carica di Ispettore delle truppe alpine fino al 26 aprile 1936 quando lasciò il servizio attivo per raggiunti limiti di età, sostituito dal generale Antero Canale.  Si spense a Torino il 17 aprile 1953. Una via di Chivasso porta il suo nome, così come una Cappella commemorativa costruita durante la Grande guerra o dagli alpini del battaglione "Val Tanaro" o da quelli del battaglione alpini "Bicocca", situata nella sella tra le cime del Plece (1.299 m) e del Planica (1.376 m), sotto il Monte Nero.

### Annotazioni
1. ↑  Si trattava di una unità composta dalla 1ª e 4ª Compagnia del battaglione alpini "Ceva" e dalla 3ª Compagnia del Battaglione alpini "Pieve di Teco".
2. ↑  Fu lui a volere e a ideare il Monumento dedicato agli alpini nella Caserma "Cesare Battisti", in ricordo dei suoi soldati caduti durante la grande guerra.
3. ↑  Mentre ricopriva tale incarico fu lui a volere istituita la Scuola centrale militare di alpinismo di Aosta, su iniziativa del capitano Giorgio Fino; inaugurata il 9 gennaio 1934.
4. ↑  Presente in zona già nel luglio 1916 il battaglione "Bicocca" perse qui il suo comandante, maggiore Domenico Giacoma-Bottala di Sale Castelnuovo. In ricordo dei propri caduti sul Rombon, dove il battaglione perse anche il proprio. L'ipotesi che la cappella sia stata eretta dagli alpini del "Bicocca" è supportata dal fatto che sui resti del muro di sostegno posto sul ripiano sottostante la cappella militare è presente una targa che recita: Ricovero Maggiore Giacoma.

### Fonti
1. 1 2 3  Bianchi 2012, p. 33.
2. 1 2  Bianchi 2012, p. 34.
3. 1 2 3 4 5 6  Noi Alpini.
4. ↑  Fronte del Piave.
5. 1 2  Bianchi 2012, p. 35.
6. ↑  Pavan 2017, p. 401.
7. 1 2  Sito web del Quirinale: dettaglio decorato.
8. ↑   Bollettino ufficiale delle nomine, promozioni e destinazioni negli ufficiali e sottufficiali del R. esercito italiano e nel personale dell'amministrazione militare, 1919,  p. 3931. URL consultato l'8 dicembre 2020.
9. ↑  Gazzetta Ufficiale del Regno d'Italia n. 216 del 17 settembre 1936, p. 2877.
10. ↑  Gazzetta Ufficiale del Regno d'Italia n. 195 del 18 agosto 1920, p. 2619.